# Björk
 Björk Guðmundsdóttir (ajutor·info) (AFI [ˈpjœr̥k ˈkvʏðmʏntsˌtoʊhtɪr], n. 21 noiembrie 1965) este o cântăreață, compozitoare, actriță și producătoare de muzică islandeză. A fost de 13 ori aleasă drept candidată la Premii Grammy, o dată la Premiul Oscar și de două ori la Premiile Globul de Aur.
Este cel mai bine cunoscută datorită vocii ei expresive și a stilului muzical divers și eclectic, care refectă inspirații și influențe din multe genuri, incluzând pop, jazz, muzică de ambianță, muzică clasică, electronica, rock alternativ și muzică folk. A atras atenția și prin costumele ei excentrice. 
Actualmente albumele lui Björk sunt lansate de către casa de discuri One Little Indian. În 2003 reprezentanții editurii au raportat că Björk a vândut 15 milioane de albume în întreaga lume. Albumul său cel mai recent, „Fossora”, a fost lansat la data de 30 septembrie 2022.

## Biografie

### Copilărie, adolescență, colaborări timpurii
Björk s-a născut și a crescut la Reykjavík. Cariera ei muzicală a început la vârsta de unsprezece ani când a luat lecții de pian la școala elementară. Unul dintre profesori a trimis o înregistrare audio a ei, cu cântecul Tinei Charles „I Love to Love” (Iubesc să iubesc), pe adresa statiei de radio RÚV, pe atunci unica de pe teritoriul Islandei. Înregistrarea a fost transmisă de câteva ori în întreaga țară. Auzind-o , reprezentantul casei de discuri Fálkinn a contactat pe mica interpretă și i-a oferit un contract. Primul album al lui Björk purtându-i numele, a fost înregistrat și lansat în anul 1977.
La adolescență, Björk a fost foarte influențată de mișcarea și muzica punk. La paisprezece ani a făcut parte din formația punk Spit and Snot iar apoi, în 1979, a început să colaboreze pentru o perioadă scurtă cu formația jazz fusion Exodus. Dupa ce în 1980 a terminat liceul de muzică, în 1981 a format împreună cu basistul Jakob Magnússon formația numită Jam-80, care a și-a schimbat numele mai pe urmă în Tappi Tíkarrass (din islandeză astupă curul de cățea). Grupul a lansat primul EP al său, „Bítið Fast í Vítið” în același an, iar primul album, „Miranda” a fost difuzat în 1983.
Mai târziu, Björk a colaborat cu Einar Örn Benediktsson și cu Einar Melax din formația Purrkur Pillnikk, cu Guðlaugur Óttarsson, Sigtryggur Baldursson precum și cu Birgir Mogensen din formația Þeyr. După ce compunerea primelor lucrări, a luat naștere formația KUKL (islandeză Vrajă), specializată în genul gothic rock. Björk a început în continuare să-și dezvolte stilul ei specific de interpretare, marcat de urlete și țipete.
KUKL a dat câteva concerte în Islanda împreună cu formația britanică Crass iar apoi a vizitat Regatul Unit performând cu Flux of Pink Indians. Rezultat al acestei colaborari au fost două albume: „The Eye” în 1984 și „Holidays in Europe” în 1986, ambele scoase de casa de discuri Crass Records. 
După ce formația s-a dizolvat în 1986, o parte din membrii KUKL și s-au reunit cu formația suprarealistă Medusa cu scopul de a înființa un nou ansamblu artistic numit Smekkleysa (Gust prost). Alti membri si fomatiei KUKL au creat o formatie numita Puck, care și-a schimbat curând numele în The Sugarcubes, fiind cunoscută și sub numele islandez Sykurmolarnir.

### Vocalista The Sugarcubes

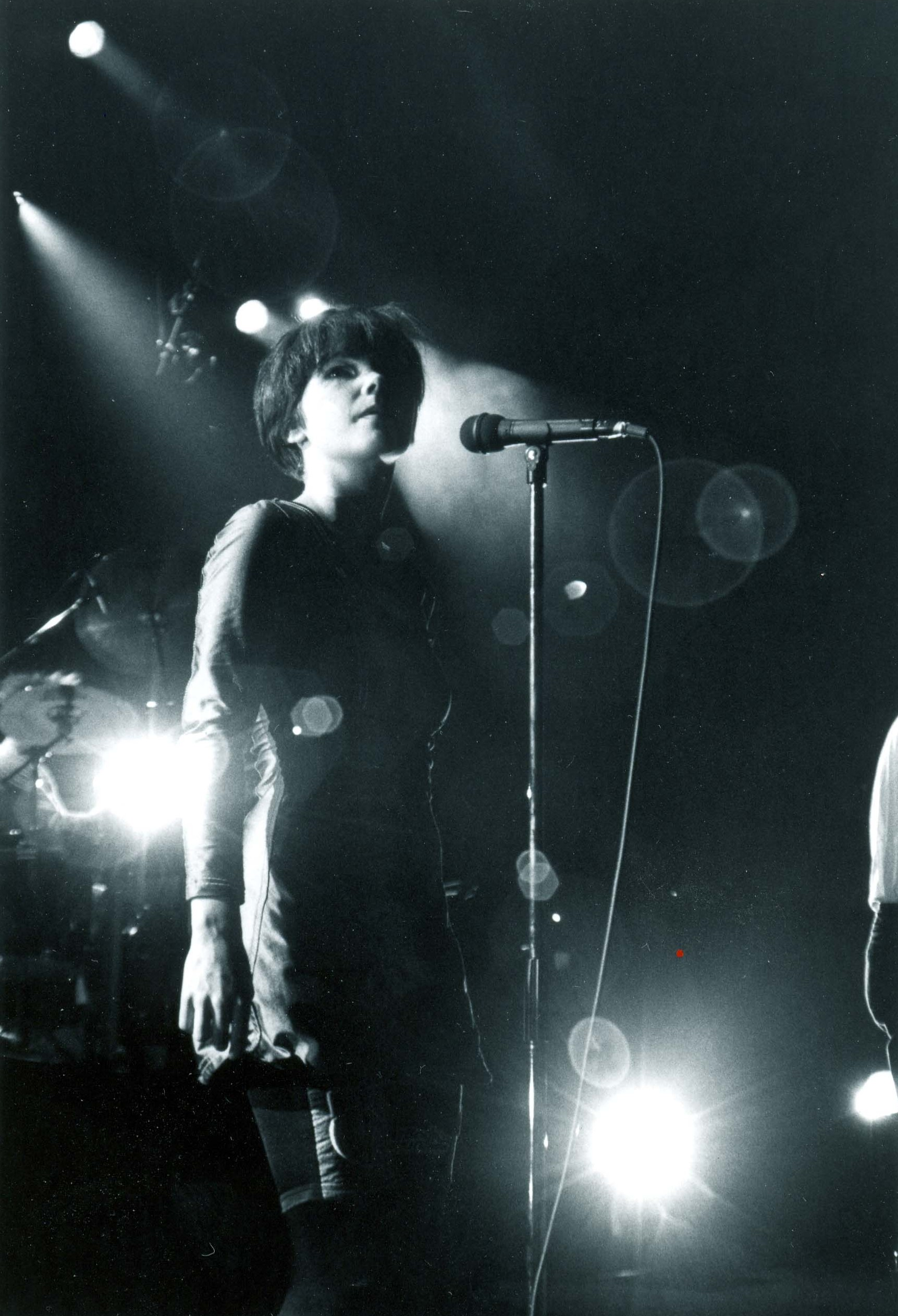
Björk ca membră a trupei The Sugarcubes, 1992

Primul single al lui Sugarcubes, „Ammæli” (islandeză Aniversare, cunoscut și sub titlul englez „Birthday”), a devenit pe neașteptate  un șlagăr de mare succes în Regatul Unit, la scurt timp după ce a fost ales single-ul săptămânii de către Melody Maker. Casa de discuri One Little Indian creată de Derek Birkett, fost bassist al lui Flux of Pink Indians i-a propus imediat formației semnarea unui contract. Sugarcubes au devenit curand of formație „de cult” în Regatul Unit și în Statele Unite. Casele de discuri mai mari li s-au adresat și ele cu propuneri de contracte. Însă, formația a refuzat toate aceste oferte, perferând să  rămână fidelă companiei amicului Derek Birkett. Björk a rămas până astăzi legată de această casă de discuri. The Sugarcubes au semnat și un contract de distribuție cu editura Elektra Records din SUA. Așa ei au  lansat primul lor album de studio, „Life's Too Good” (Viața e prea bună) în 1988. Aceasta le-a adus  o faimă internațională, un succes fără precedent pentru o formație din Islanda.
În vreme ce era membră în The Sugarcubes, Björk a avut colaborări și cu mulți alți artiști. Împreună cu formația jazz Trio Guðmundar Ingólfssonar a scos albumul „Gling-Gló”. A participat cu vocea ei și la înregistrările din albumul „Ex:el” al formației 808 State. Influențele acestor colaborări pot fi văzute și în alte bucăți muzicale ale lui Björk.

### Începutul carierei solo
The Sugarcubes s-a  scindat în anul 1992, dar adesea foștii ei membri colaborează și rămân foarte activi în administrarea lui Smekkleysa. Björk s-a mutat la Londra cu scopul de a începe o carieră individuală. Ea a colaborat cu producătorul Nellee Hooper, care realizase, spre exemplu, producții ale muzicii lui Massive Attack. Această asociere a avut drept rod  prima bucată de mare succes internațional, „Human Behaviour”. Albumul   considerat ca veritabilul început al carierei lui Björk, „Debut” a fost lansat în iunie 1993, obținând recenzii pozitive. A fost ales albumul anului de către revista britanică NME și a fost certificat cu platină în Statele Unite.
La gala Premiilor BRIT din 1994 Björk a câștigat premii pentru Cea Mai Bună Artistă Internațională și Cel Mai Bun Debutant Internațional. Cântăreața a colaborat cu David Arnold scriind piesa „Play Dead”, motivul muzical pentru filmul „The Young Americans” din 1993 și cu Madonna scriindu-i cântecul „Bedtime Story” din albumul „Bedtime Stories” din 1994.
Single-uri din „Debut” sunt: „Human Behaviour” (Comportarea oamenilor), „Venus as a Boy” (Venus fiind un băiăt), „Play Dead” (Imită mortul), „Big Time Sensuality” (Senzualitatea de timpul mare) și „Violently Happy” (Extrem de fericit).
„Post”, lansat în iunie 1995 și produs de către Nellee Hooper, Tricky, Graham Massey de la formația 808 State și Howie B., a fost cel de-al doilea album de studio lui Björk. Artista, sugerându-se la succesul albumului anterior, a încercat să folosească sunete diferite, interesându-se în particular în dance și techno. Piesele produse de către Tricky și Howie B. erau inspirate de electronica și trip-hop. Albumul a fost urmat de o compilație remix întitulată „Telegram”. Șase single-uri au fost lansate cu scopul de a promova albumul: „Army of Me” (Armata mea), „Isobel”, „It's Oh So Quiet” (E oh așa tăcut), „Hyperballad” (Hiperbaladă), „Possibly Maybe” (Pesemne poate) și „I Miss You” (Mi-e dor de tine).

### Dezvoltarea muzicală

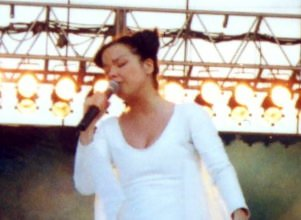
Björk în 1998

„Homogenic”, cel de-al treilea album al lui Björk, a fost lansat în 1997. Artista a coborât imaginea sa de „zână”, cultivată pe albumele anterioare. În afară de Howie B., cu cine Björk a deja colaborat, Mark Bell din LFO și Eumir Deodato i-au ajutat cu producerea pieselor. „Homogenic” a fost primul album conceptual al artistei și este recunoscut ca unul dintre cele mai experimentale și extravertite ale ei până acum.
S-a produs videoclipuri pentru fiecare single de la „Homogenic” — „Jóga”, „Bachelorette” (Celibatară), „Hunter” (Vânător), „Alarm Call” (Semnal de alertare) și „All Is Full of Love” (Totul este plin de iubire). Videoclipul lui „Bachelorette” a fost regizat de Michel Gondry, colaboratorul frecvent al lui Björk, iar cel al lui „All Is Full of Love” – de Chris Cunningham, care a regizat și videoclipul Madonnei „Frozen”. Single-ul acesta a fost și cel prim single lansat pe DVD în Statele Unite, ce a început o modă de adăugare a discului DVD și altor multimedii pentru single-uri.
Într-un interviu dat revistei Spin, Thom Yorke, vocalistul formației Radiohead, a zis că „Unravel”, unul dintre cântecuri din albumul acesta, este piesa lui cea mai favorită. În 2007 Radiohead a reinterpretat acest cântec în timpul webcast-ului.
Albumul a obținut statutul de aur în Statele Unite în 2001 și de platină în 2006.
În 2000, Björk a interpretat rolul Selmei, muncitoarei orbe de fabrică, în dramă muzicală „Dansând cu Noaptea” lui Lars Von Trier și a pregătit coloana sonoră pentru acest film, întitulată „Selmasongs”.
Albumul „Vespertine” a fost lansat în 2001. A înfățișat părți orchestrale, coruri, vocal tăcut și teme personale și vulnerabile. Björk a colaborat cu producători de muzică experimentală Matmos și DJ Thomas Knak și cu harpistă Zeena Parkins în timpul producerii albumului. Surse pentru versuri includ piesele poetului american E. E. Cummings, ale regizorului independent american Harmony Korine și ale dramaturgei engleze Sarah Kane.

## Discografie

### The Sugarcubes
- Life's Too Good (1988)
- Here Today, Tomorrow, Next Week! (1989)
- Stick Around for Joy (1992)

### Albume de studio solo
- Björk (1977)
- Debut (1993)
- Post (1995)
- Homogenic (1997)
- Selmasongs (2000)
- Vespertine (2001)
- Medúlla (2004)
- Drawing Restraint 9 (2005)
- Volta (2007)
- Biophilia (2011)
- Vulnicura (2015)
- Utopia (2017)
- Fossora (2022)